# 斑胸火雀
斑胸火雀（学名：Lagonosticta rufopicta）是梅花雀科火雀属的一种，常见于中非。其全球活动范围有2,900,000平方千米。分布于贝宁、布基纳法索、喀麦隆、中非共和国、乍得、刚果民主共和国、科特迪瓦、埃塞俄比亚、冈比亚、加纳、几内亚、几内亚比绍、肯尼亚、利比里亚、马里、尼日尔、尼日利亚、卢旺达、塞内加尔、塞拉利昂、苏丹、坦桑尼亚、多哥和乌干达。该物种的保护状况被评为无危。